# Gloucester Rugby
Gloucester é um clube inglês fundado em 1873 em na cidade homônima. Atualmente joga no Aviva Premiership.